# Marsha Berger
Marsha J. Berger (* 1953)  ist eine US-amerikanische Mathematikerin und Informatikerin, die sich mit numerischer Hydrodynamik befasst.
Berger studierte Mathematik an der State University of New York mit dem Bachelor-Abschluss 1974.  Danach war sie wissenschaftliche Programmiererin am Argonne National Laboratory, bevor sie ihr Studium an der Stanford University fortsetzte mit dem Master-Abschluss in Informatik 1978 und der Promotion 1982 bei Joseph Oliger (Dissertation: Adaptive Mesh Refinement for Hyperbolic Partial Differential Equations). In Stanford war sie mit dem SLAC verbunden. Danach war sie am Courant Institute und lehrte an der New York University. Sie war stellvertretende Direktorin des Courant Institute.
Sie befasst sich mit Numerischer Mathematik, Hochleistungsparallelrechnern und numerischer Hydrodynamik, zum Beispiel in Software für die Flugzeug- und Raumfahrtindustrie und der Ausbreitung von Tsunamis.
1988 erhielt sie einen Presidential Young Investigator Award und 2002 den NASA Software of the Year Award (für Cart3D). Berger erhielt den Sidney Fernbach Award der IEEE und 2019 den Norbert-Wiener-Preis. Sie ist Mitglied der National Academy of Sciences (2000), der National Academy of Engineering (2005, für die Entwicklung adaptiver Gitter-Verfeinerungsalgorithmen und Software die Ingenieursanwendungen beförderten, speziell in Luft- und Raumfahrt (Laudatio)), der American Academy of Arts and Sciences (2011) und Fellow der SIAM. 2022 war sie eingeladene Sprecherin auf dem Internationalen Mathematikerkongress (Towards adaptive simulation of dispersive Tsunami propagation).  2025 hält sie die John von Neumann Lecture der Society for Industrial and Applied Mathematics.